# 真紅な海が呼んでるぜ
『真紅な海が呼んでるぜ』（まっかなうみがよんでるぜ）は、1965年7月3日に公開された日本映画である。製作・配給は日活。監督は松尾昭典。主演は渡哲也。

## あらすじ
南シナ海から戻った船員兄弟が、腹黒い船員に痛めつけられていた外国人水夫を助けた。祖下、神戸を舞台に密輸シンジケートに立ち向かう。

## キャスト
- 津川了次：渡哲也
- 津川雄作：二谷英明
- 萩村葉子：松原智恵子
- 相原真弓・和恵：中原早苗
- 鮫：深江章喜
- 次郎：藤竜也
- 原島桂子：伊藤るり子
- 金さん：野呂圭介
- 西本勉：中台祥治
- 猪俣：郷鍈治
- 平目：武藤章生
- 須藤：柳瀬志郎
- クラブ「クリフサイド」のボーイ：木下雅弘
- 美容師：堺美紀子
- どん亀：榎木兵衛
- 山野：木島一郎
- 梢：森みどり
- 朱実：茂手木かすみ
- リリー：若葉めぐみ（椿麻里）
- 大衆食堂「珊瑚亭」の客：二木草之助
- 糸賀晴雄
- クラブ「クリフサイド」の客：三杉健
- 里実（大門実）
- 柴田新三
- 沖仲仕：山口吉弘
- 本郷の手下：晴海勇三
- 沢美鶴
- 本郷の手下：田畑善彦、岩手征四郎、中平哲仟、倉田栄三
- 島本輝男
- 宇田川守雄
- 本郷の手下：永沢伸介
- 横手信吾
- オサムクラブ「クリフサイド」のダンサー達：天宮ダンシング・チーム
- 振付：天宮輝
- 擬斗：高瀬将敏
- 本郷清次郎：金子信雄
- 原島：下条正巳（下條正巳）
- ルイ：チコ・ローランド
- 小松：菅井一郎

## スタッフ
- 監督・脚本：松尾昭典
- 脚本：雨宮隆、芹沢俊郎
- 企画：山本武
- 音楽：嵐野英彦

## 同時上映
- 渡世一代